# Stamping Ground
Stamping Ground – miasto w Stanach Zjednoczonych, w stanie Kentucky, w hrabstwie Scott.